# Антиядерний рух

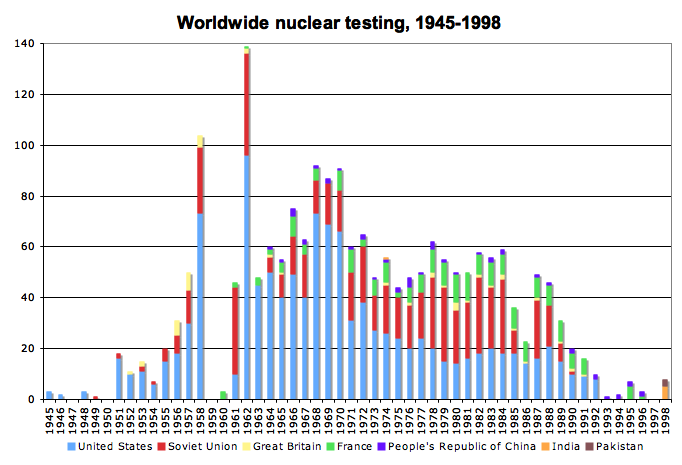
Ядерні випробування в світі в період від 1945 до 1998 року

Антиядерний рух — громадський рух проти використання різних ядерних технологій. Деякі групи прямої дії, руху із захисту навколишнього середовища і спеціалізовані організації пов'язують себе з антиядерним рухом на місцевому, національному та міжнародному рівні. Так, великими антиядерними організаціями є Кампанія за ядерне роззброєння, Friends of the Earth, Грінпіс, Лікарі світу за запобігання ядерної війни, Peace Action і Nuclear Information and Resource Service. І хоча первинним завданням руху було ядерне роззброєння, починаючи від кінця 1960-х років, до порядку денного включено й відмову від ядерної енергетики: багато антиядерних груп виступають як проти ядерної зброї, так і проти мирного атома. Поява партій зелених у 1970-х і 1980-х часто була прямим результатом проведення антиядерної політики.
Вчені й дипломати стали вперше сперечатися про політику використання ядерної зброї після бомбардування Хіросіми й Нагасакі 1945 року. Приблизно від 1954 року, після значних ядерних випробувань у Тихому океані, заклопотаність з приводу їх проведення почав виявляти широкий загал. 1963 року деякі країни ратифікували Договір про заборону випробувань ядерної зброї в атмосфері, космічному просторі й під водою, який забороняє проведення ядерних випробувань в атмосфері.
На початку 1960-х на місцевому рівні з'являється опозиція використанню ядерної енергії, а в кінці 1960-х висловлювати свої побоювання починають і деякі члени наукової спільноти. У ранніх 1970-х в Вілі, Західна Німеччина, проходять протести проти передбачуваного будівництва АЕС. Згодом проєкт усе ж скасували в 1975 році, що надихнуло антиядерну опозицію в інших частинах Європи і Північної Америки. Питання використання ядерної енергії стало причиною великих протестів у 1970-х, і, хоча протидія ядерній енергії тривала, з ростом усвідомлення проблеми глобального потепління і підвищенням інтересу до чистих видів енергії в останньому десятилітті в суспільстві знову зросла підтримка ядерної енергетики.
У липні 1977 року в Більбао, Іспанія, проведено акцію протесту проти ядерної енергетики, в якій взяли участь до 200 000 чоловік. Після аварії на АЕС Три-Майл-Айленд, у Нью-Йорку пройшли антиядерні протести від 200 000 учасників. 1981 року пройшла найбільша в Німеччині демонстрація проти ядерної енергії, на знак протесту проти Брокдорфської атомної електростанції на захід від Гамбурга; зіткнулися близько 100 000 демонстрантів і 10 000 поліціянтів. Найбільша акція протесту відбулася 12 червня 1982 року, коли в Нью-Йорку проти ядерної зброї протестувало близько мільйона чоловік. На акції протесту проти ядерної зброї 1983 року в Західному Берліні зібралося близько 600 000 учасників. У травні 1986 року, через деякий час після катастрофи на Чорнобильській АЕС, від 150 000 до 200 000 протестувальників зібралися на марш у Римі проти італійської ядерної програми. У США громадській опозиції вдалося домогтися закриття Шоремської, Янкі-Роу, Мілстоун 1, АЕС Ранчо-Секо, Мен-Янкі і багатьох інших АЕС по всій країні.
Протягом багатьох років після аварії на Чорнобильській АЕС ядерна енергетика не розглядалася на політичному порядку денному в більшості країн, і рух проти ядерної енергії, здавалося, виграв свою справу. Деякі антиядерні групи були розпущені. Попри це, в 2000-х роках, після нових досягнень у розробці ядерних реакторів і підвищення побоювань з приводу зміни клімату, ядерна енергетика знову стала предметом обговорення в енергетичній політиці в деяких країнах. Проте аварії в Японії 2011 року підірвали передбачуване відродження атомної енергетики і дали новий поштовх антиядерній опозиції в усьому світі. Станом на 2016 рік такі країни, як Австралія, Австрія, Данія, Греція, Малайзія, Нова Зеландія і Норвегія, не мають атомних електростанцій і, як і раніше, виступають проти використання ядерної енергетики. Німеччина, Італія, Іспанія і Швейцарія поступово відмовляються від ядерної енергетики. Раніше в Швеції також проводилася політика поетапної відмови від ядерної енергії, метою якої було припинення використання АЕС до 2010 року, але 5 лютого 2009 року уряд Швеції оголосив про угоду, що дозволяє заміну наявних реакторів, що фактично поклало край цій політиці. В останні роки, в усьому світі закрито більше АЕС, ніж відкрито.

## Історія
Вперше атомну бомбу скинуто США 6 серпня 1945 року на Хіросіму (Японія). Місто повністю зруйновано, загинуло і поранено близько 140 тисяч чоловік. Трагедія повторилася через три дні в місті Нагасакі, жертвами стали близько 75 тисяч осіб. Від 1949 року почалися ядерні випробування на Семипалатинському випробувальному полігоні. За 45 років здійснено 459 вибухів (з них 113 — в атмосфері), які заподіяли шкоду навколишньому середовищу і здоров'ю населення прилеглих районів. У серпні 1963 року підписано договір про припинення випробувань атомної зброї в атмосфері, космосі та воді. Однак довгий час тривали підземні випробування.
1989 року виник міжнародний антиядерний рух «Невада — Семипалатинськ», мета якого — закриття всіх ядерних полігонів світу, припинення ядерних випробувань у військових цілях, ліквідація загрози ядерної війни. 1991 року рух організував казахстанський штаб «Аттан», створив однойменну газету для організації загальнонародних акцій проти ядерних випробувань на Семипалатинському полігоні. 29 серпня 1991 року президент Казахстану Н. А. Назарбаєв підписав указ про закриття Семипалатинського ядерного полігону.